# Kick Him When He's Down
Kick Him When He's Down är en promosingel av det amerikanska punkrockbandet The Offspring. Detta var den första och enda singeln som släpptes från albumet Ignition och det spelades inte in någon musikvideo till "Kick Him When He's Down". Lite annorlunda med denna singel är att den släpptes sedan The Offspring hade släppt sitt album Smash år 1994, då denna låt finns med på albumet Ignition som släpptes två år före Smash.

## Låtlista
Alla låtar är skrivna och komponerade av The Offspring, om inte annat anges. 
| Nr | Titel                   | Längd |
| -- | ----------------------- | ----- |
| 1. | Kick Him When He's Down | 3:16  |